# Universidad Nacional del Delta
La Universidad Nacional del Delta (UNDelta) es una universidad pública argentina que comprende los distritos de Tigre, San Fernando y Escobar, ubicados en la Zona Norte del Gran Buenos Aires. 
Fue creada por Ley Nacional N°27727 en 2023, luego de que existieran pedidos para su creación desde 2008. La actividad lectiva comenzó en 2024. 

## Organización
La Universidad Nacional del Delta está compuesta por cinco institutos:
- Educación e Innovación
- Tecnología y Producción
- Gobernanza y Asuntos Globales
- Salud y Bienestar
- Desarrollo Sostenible y Turismo

Cada uno de ellos integra áreas de conocimiento estrechamente vinculadas a las proyecciones de desarrollo a nivel local como regional y responde a las necesidades de la comunidad del Delta. 
Su principal objetivo es contribuir al desarrollo del conocimiento, fomentar el talento humano, promover empleos de calidad y fortalecer la vinculación entre el sistema productivo y social. Ideando un futuro donde la ciencia, la tecnología y la innovación se encuentren articuladas entre el nivel secundario y el nivel superior para lograr progresivamente una mejor formación de quienes desean acceder a la universidad.

## Autoridades[2]
Rectora: Lic. Silvia Carolina Farias
Secretaría General: Cdor. Mariano Puccio
Secretaría Administrativa, Financiera y Técnica: Lic. Sebastián Rovira
Secretaría de Extensión Universitaria y Enlace con la Comunidad: Prof. Sergio Castro
Secretaría Académica: Dr. Federico Quilici
Secretaría de Vinculación y Empleo: Dra. Natalia Del Cogliano
Dirección de Asuntos Legales: Dr. Pablo Davidovich